# تشارلز ويليام فلويد كوفين
تشارلز ويليام فلويد كوفين هو سياسي أمريكي، ولد في 1 مايو 1888، وتوفي في 2 أغسطس 1968. انتخب عمدة إنغلوود, نيوجيرسي ‏.